# 高尾登山電鉄

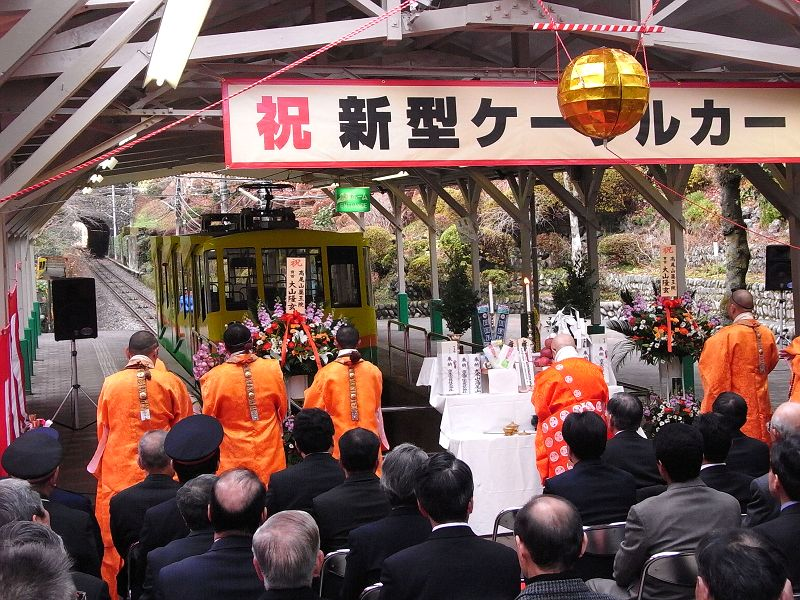
4代目ケーブルカーのお披露目式（2008年12月23日撮影）

高尾登山電鉄株式会社（たかおとざんでんてつ）は、東京都八王子市の高尾山でケーブルカーとリフトを営業している鉄道会社。本社所在地は東京都八王子市高尾町2205番地。京王グループに属する。
長らく武蔵野不動産が筆頭株主であり、京王電鉄も出資するものの京王グループには属さない会社であったが、2017年3月期決算より京王電鉄の非連結子会社（持分法適用会社）となっている。

## 事業所
事業所は以下のとおり。
- 本社：東京都八王子市高尾町2205番地（ケーブルカー清滝駅）
- 鋼索鉄道（ケーブルカー）：東京都八王子市高尾町2205番地
- 特殊索道（リフト）：東京都八王子市高尾町2181番地
- 高尾山スミカ（旧 そば処・売店「香住」）：東京都八王子市高尾町2182番地（ケーブルカー高尾山駅・リフト山上駅付近）
- 展望台・展望台食堂：東京都八王子市高尾町2181番地（ケーブルカー高尾山駅・リフト山上駅付近）
- 高尾山さる園・野草園：東京都八王子市高尾町2179番地（ケーブルカー高尾山駅より徒歩3分）[6]

展望台食堂は季節により営業形態が変わり、「高尾山ビアマウント」開催時期はケーブルカーの延長運転もされる（後述）。
- 夏季（6 - 10月）：ビアガーデン「高尾山ビアマウント[7]」
- 春・秋・冬季：レストラン「キッチンむささび[8]」

## 沿革

### 計画から開業まで
高尾山のケーブルカーは高尾山薬王院の27世貫首・武藤範秀の発案によるものとされている。当時、高尾山薬王院の信徒は30万人といわれており、参拝をするために中央本線浅川駅（現在の高尾駅）から高尾山の山麓まで歩き、さらに険しい山道を登るという苦難を強いられていた。
この状況に武藤は高尾山への交通機関の必要性を唱え、元浅川村長・高城正次ら地元有力者とケーブルカーの敷設免許を申請した。その後、武藤は1年間にわたり宗教事情調査のためインドや欧州に行き、その際に見聞したケーブルカーの資料を高城らに送り、ケーブルカー敷設の計画を推進した結果、1921年（大正10年）8月にケーブルカー事業免許が下付されることとなった。同年9月に高尾索道株式会社を資本金30万円で設立し、初代社長には紅林七五郎が就任した。
しかし実際の開業までには時間を要した。高尾山は官有林であり、宮内省帝室林野管理局の管轄にあったため、森林の伐採や用地の借用に煩雑な手続きと手間を必要とした。さらに、当時国内で開業していたケーブルカーは生駒鋼索鉄道のみであり、技術的な問題もあった。その上関東大震災により高尾山駅予定地が崩壊したため、経路の変更などを余儀なくされた。
1925年（大正14年）5月31日、社名を高尾登山鉄道に変更。同年6月30日、苦難の末ようやく工事に着手し、翌1927年（昭和2年）1月21日、清滝駅 - 高尾山駅間のケーブルカーが開業した。

### 戦時下での営業休止
ところがまもなく昭和金融恐慌になり不況がおとずれ、輸送人員は伸び悩んだ。加えて高騰した建設費（約74万円）のための増資（資本金60万円）も、不況により払込が芳しくなく借入金頼りであったため、その支払利息は昭和12年度まで営業収益の50%を超えていた。ついに1934年（昭和13年）11月には累積欠損金補填のため、資本金を12万円減資して48万円とする事態となった。
その後、日華事変が起こり戦時体制に突入すると、高尾山には戦勝祈願や武運長久を願う人が集まるようになる。ケーブルカーも活況を呈して経営は安定し、創立以来初めての三分配当を行えるようになった。しかしこの活況も長くは続かず、戦局の悪化により全国のケーブルカーは不要不急線として休止が求められていく。1944年（昭和19年）戦時体制による「企業整備令」により営業休止が求められ、同年1月の臨時株主総会で営業休止を決議、同年2月11日より不要不急線として休止された。施設は産業設備営団に売却することが決定、資材も供出された。

### 戦後の運行再開から現在まで
1945年（昭和20年）8月15日に終戦を迎える。戦後の1948年（昭和23年）6月28日に社名を高尾観光と変更のうえ、翌1949年（昭和24年）10月16日 よりケーブルカーの運行を再開した。1952年に社名を現在の高尾登山電鉄に変更した。
1960年代の高度成長期にはレジャー時代を迎え、さらなる観光客を求めて施設内容の充実が図られた。1964年（昭和39年）よりケーブルカーに並行して、山麓 - 山上間に特殊索道（エコーリフト）の運転を開始。当初は1人乗りであったが、1971年（昭和46年）9月より2人乗りリフトに更新された。また1968年（昭和43年）にはケーブルカーに3代目として日立製作所製の大型車両を導入、全自動制御の近代的システムに生まれ変わった。
2000年代に入り、2008年（平成20年）12月23日、ケーブルカーの車両が現行の4代目に更新された。
2017年（平成29年）3月に京王グループ入りした。従来は京王電鉄も出資していたものの京王グループには属さず、創立以来長らく独立系のケーブルカー・索道事業者として経営を続けてきたが、以後は京王グループの一員として高尾山における観光輸送を担うこととなる。

### 年表
- 1921年（大正10年）
  - 8月11日 高尾索道に対し鉄道免許状下付[14]
  - 9月29日 高尾索道として会社設立[15]。
- 1925年（大正14年）5月31日 高尾登山鉄道に社名変更。
- 1927年（昭和2年）1月21日 ケーブルカー 清滝 - 高尾山間が開業[16]。
- 1942年（昭和17年）7月21日 腐食が原因でケーブルが破断。ケーブルカーが暴走転落し乗務員・乗客3名死亡、65名負傷の事故発生[17]。
- 1944年（昭和19年）2月11日 ケーブルカー 清滝 - 高尾山間が不要不急線として休止。資材供出。
- 1948年（昭和23年）6月28日 高尾観光に社名変更。
- 1949年（昭和24年）10月16日 ケーブルカー 清滝 - 高尾山が運行再開。
- 1952年（昭和27年）5月28日 高尾登山電鉄に社名変更。
- 1964年（昭和39年）10月10日 エコーリフト 山麓 - 山上間が開業。
- 1968年（昭和43年）9月29日 3代目車両運行開始[11]。
- 2008年（平成20年）12月23日 4代目車両運行開始。
- 2017年（平成29年）3月 京王電鉄が株式を取得し子会社化、京王グループ入り[13]。
- 2020年（令和2年）4月25日〜5月6日 改正・新型インフルエンザ等対策特別措置法32条に基づく新型コロナウイルス感染症（COVID-19）緊急事態宣言を受け、春季大型連休期間中の混雑による感染拡大防止のため、ケーブルカーの運行を休止[18][19]。

## ケーブルカー
「高尾登山ケーブル」や「高尾山ケーブルカー」などの通称がある。『鉄道要覧』記載の名称は高尾鋼索線であるが、案内上は全く用いられていない。
現在の車両は4代目で、京王重機整備で製造され、2008年（平成20年）12月23日に導入された。先代の愛称だった「あおば」と「もみじ」を引き継いでいる。
2008年12月7日まで使用されていた3代目車両は、1968年（昭和43年）に日立製作所で製造された。定員135名で、近年塗装を変更していた。

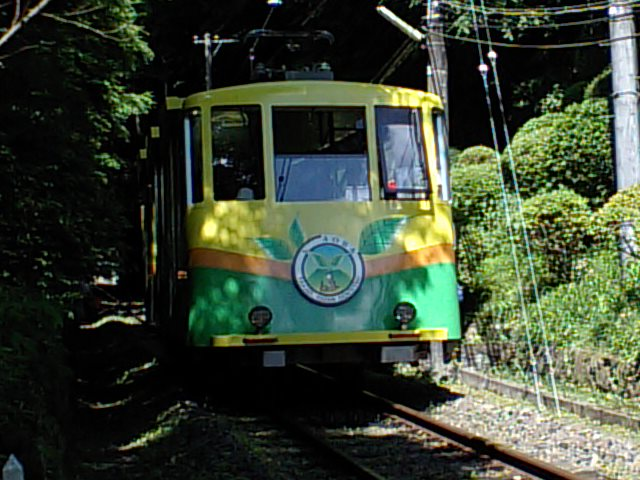
4代目車両「あおば」号
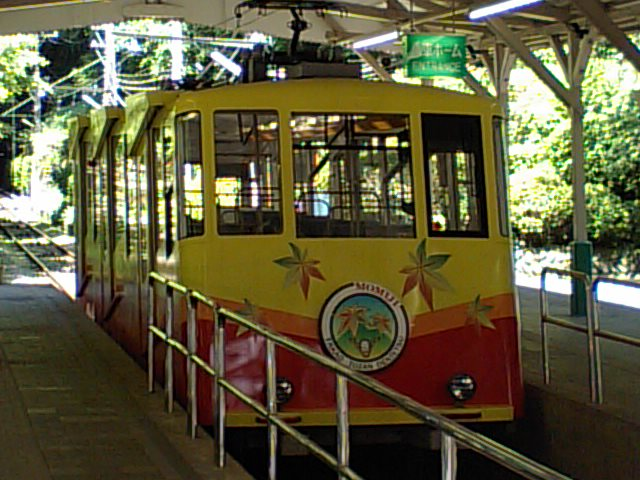
4代目車両「もみじ」号

### 路線データ
- 路線距離（営業キロ）：1.020km
- 軌間：1067mm
- 駅数：2駅（起終点駅含む）
- 高低差：271m
- トンネル：2箇所（洗心堂トンネル87m（山麓側）、有喜洞トンネル60m（山頂側））

公式サイトにも「ケーブルカーの線路では日本一の急勾配」との記述があるとおり、山頂側の高尾山駅手前には、608‰（31度18分）という、鉄道事業法準拠の日本の鉄道における最急勾配が存在する。最緩勾配は105‰とケーブルカーとしてはかなり緩く、走行中の車体の傾斜の変化が大きい。

### 運行形態
15分間隔で運行。所要時間6分。
通常時は月によって運行時間帯が異なり、8時00分から17時15分 - 18時30分までの運行となる。夏季の「高尾山ビアマウント」開催時は21時15分まで延長運転する（悪天候などで営業中止の際は通常時と同じ時間で運行）。
大晦日から元日にかけては、初詣や初日の出の参拝客輸送のため終夜運転を実施する。また初詣の時期や、新緑・紅葉時期など多客期には、7分30秒間隔で運行する場合がある。

### 駅一覧
清滝駅（きよたきえき、北緯35度37分52秒 東経139度16分0秒） - 高尾山駅（たかおさんえき、北緯35度37分52秒 東経139度15分22秒）
清滝駅
高尾山の登山口にあるケーブルカーの駅。標高201メートルの地に位置する。駅前から高尾山を望む風景は「八王子八十八景」にも選定されている。京王高尾線の高尾山口駅が、当駅から徒歩で約5分の場所にある。
高尾山駅
高尾山の山腹にあるケーブルカーの駅。標高472メートルの地に位置する。駅舎内にケーブルカーのケーブルを巻き上げる大型のモーターがある。

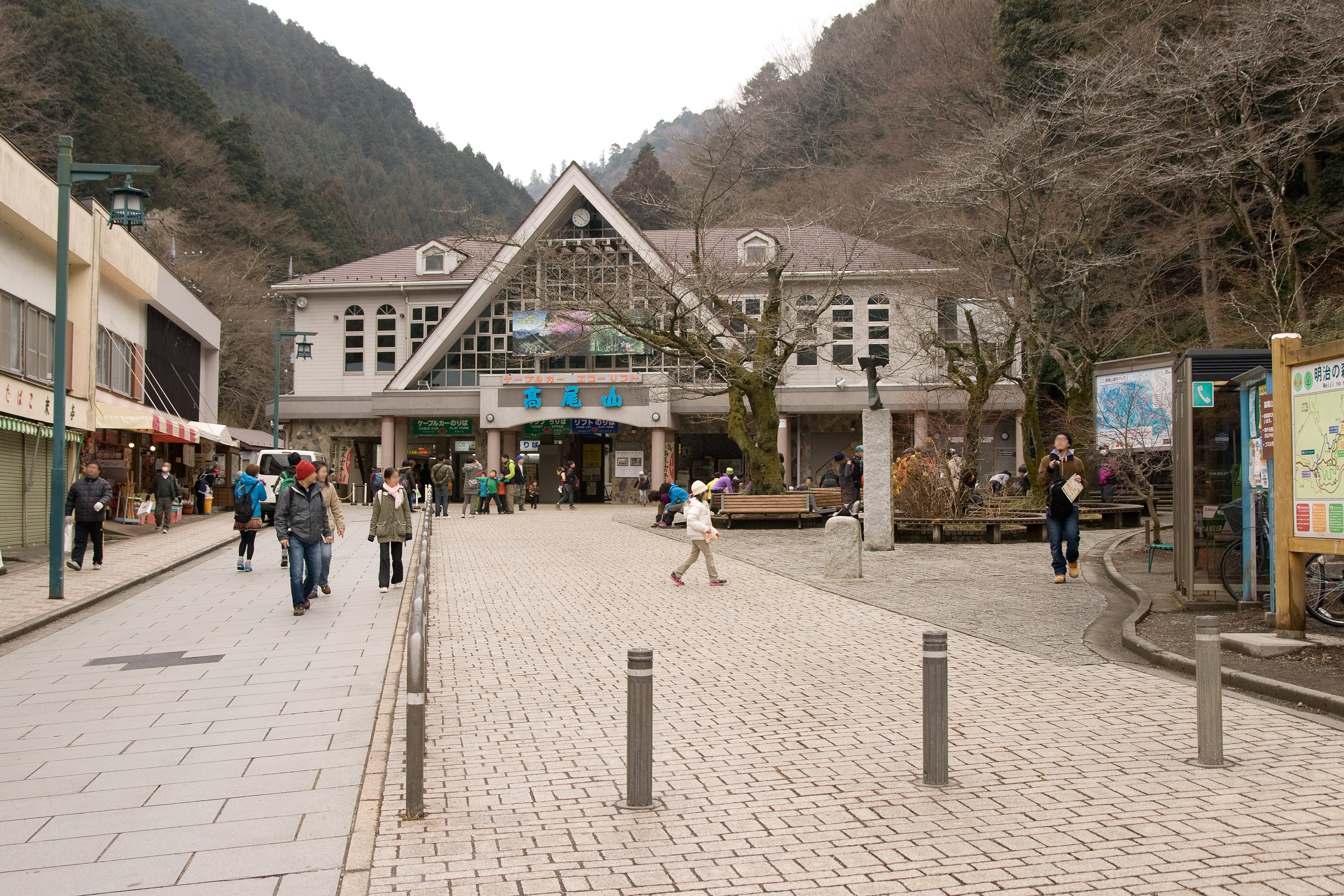
清滝駅
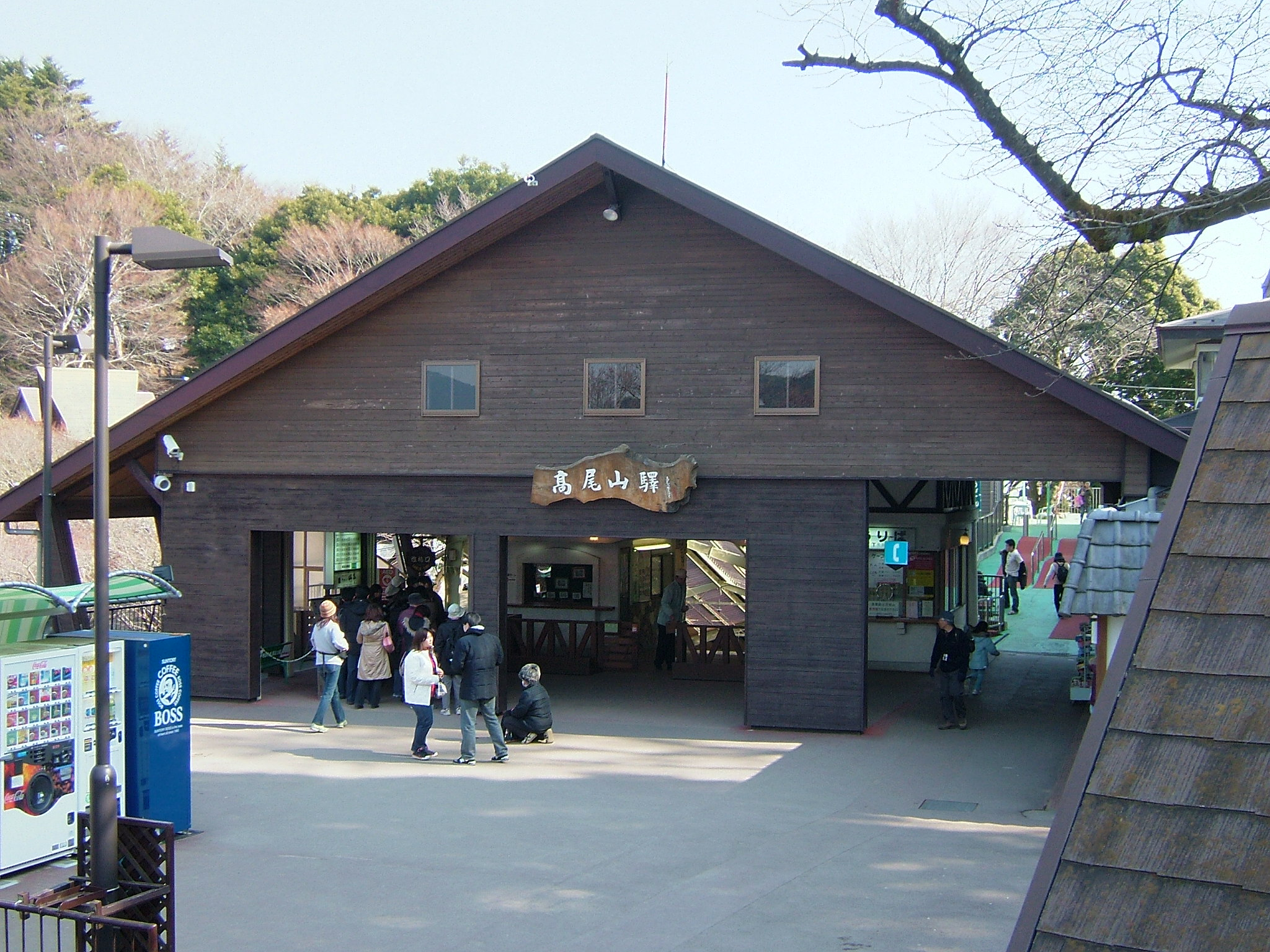
高尾山駅

## リフト

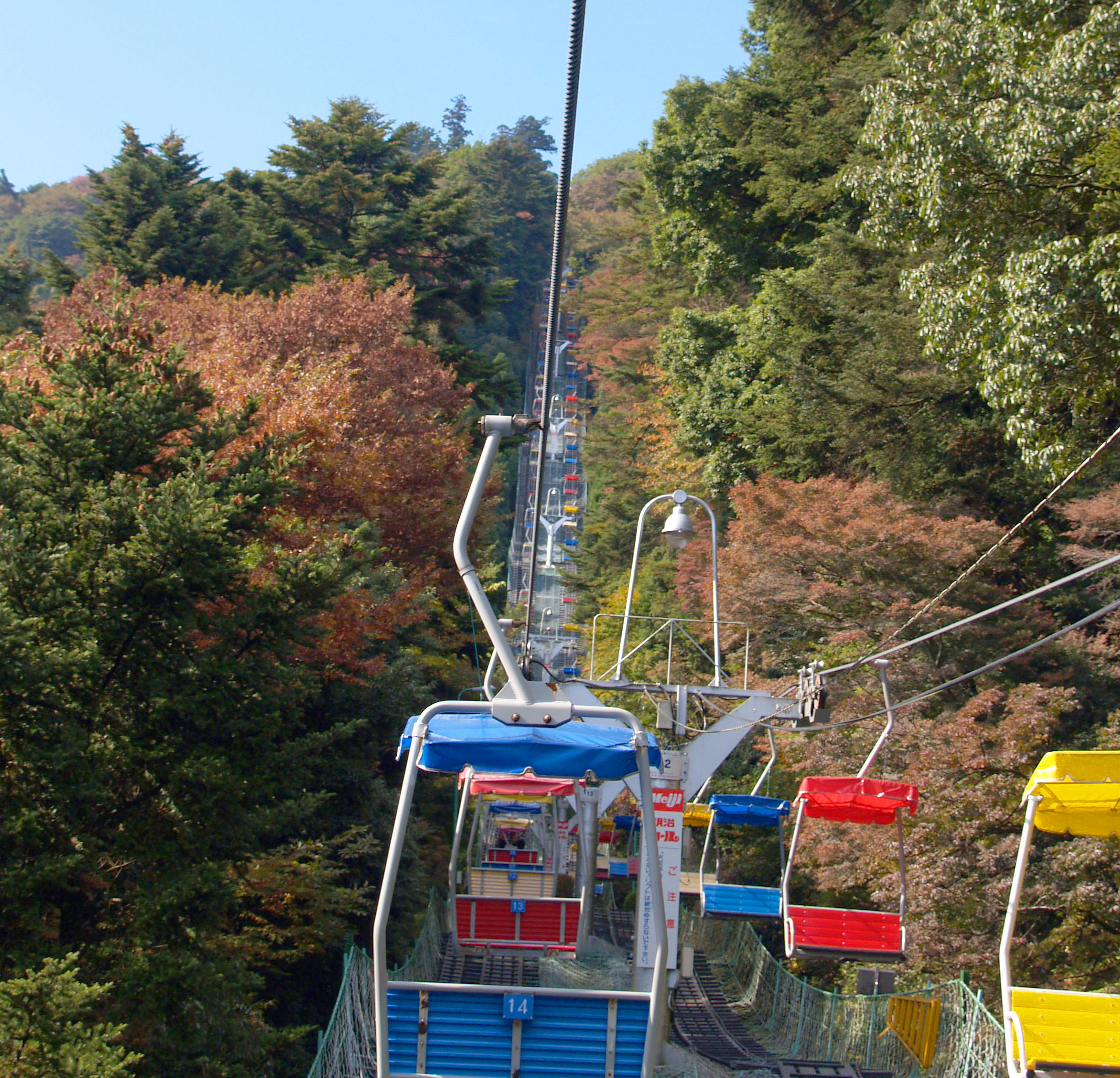
エコーリフト（2005年11月）

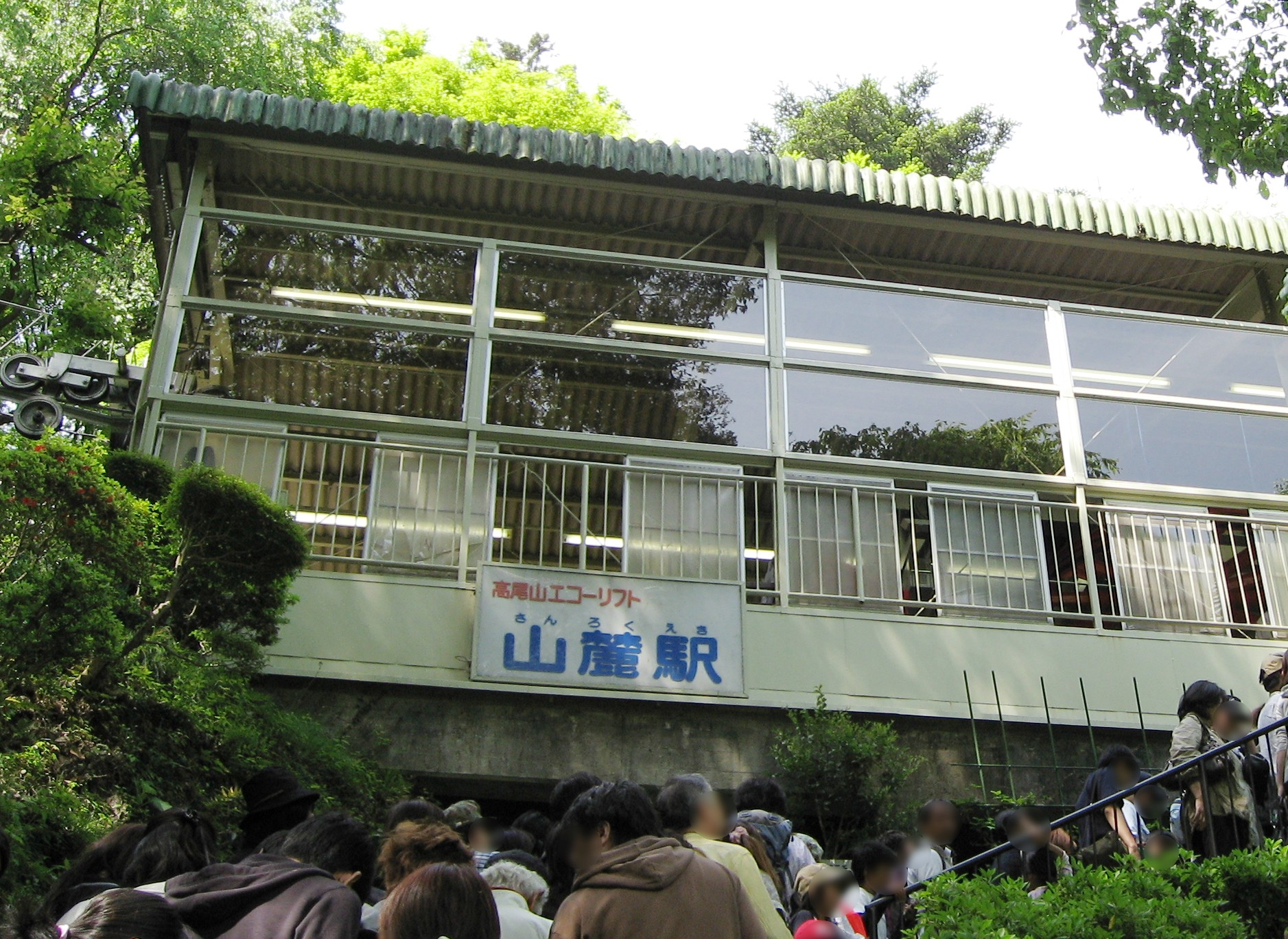
山麓駅

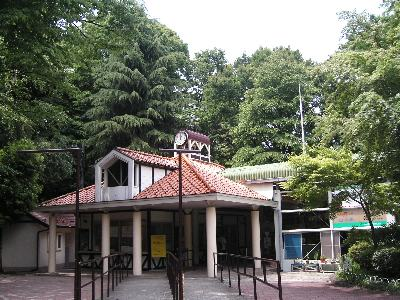
山上駅

2人乗りで「エコーリフト」の名称が付けられている。1964年（昭和39年）10月より運行開始。当初は1人乗りであったが、1971年（昭和46年）9月から現在の2人乗りリフトに更新された。東京索道製。
下りルートの途中で写真撮影のサービスを行っている。撮影そのものは無料で、駅に到着した後、登山鉄道のスタッフから撮影した写真を確認して有料で購入することができる。

### 路線データ
- 路線距離（営業キロ）：872m
- 駅数：2駅（起終点駅含む）
- 高低差：237m
- リフト数：168台

### 運行形態
営業時間：9時00分 - 16時30分（冬期は16時00分、休日は延長あり）。所要時間12分。

### 駅一覧
山麓駅（さんろくえき、北緯35度37分53.5秒 東経139度16分0.5秒） - 山上駅（さんじょうえき、北緯35度37分57秒 東経139度15分27.5秒）
山麓駅
高尾山の登山口にあるリフトの駅。標高224メートルの地に位置する。最寄りの他社線の駅は、京王高尾線の高尾山口駅（徒歩約5分）。
山上駅
高尾山の山腹にあるリフトの駅。標高462メートルの地に位置する。

## 運賃・乗車券
2019年（令和元年）10月1日改定。ケーブルカー・リフトとも同額（別運賃）。
- 大人 片道490円・往復950円
- 小児 片道250円・往復470円

このほか団体割引運賃、定期券（通勤・通学、ケーブルカーのみ）などがある。
京王電鉄各駅（高尾山口駅を除く）の自動券売機で、京王電鉄の往復乗車券と高尾登山電鉄の乗車券がセットになった割引乗車券「高尾山きっぷ」を発売している。

### ICカード対応
2010年（平成22年）1月23日から、ケーブルカー・リフトともPASMO電子マネーサービスが導入され、乗車券の購入にPASMO・Suicaなどの交通系ICカードが利用できるようになった。当初は窓口での対応だったが、同年2月上旬からは自動券売機でも対応できるようになった。2013年（平成25年）3月までには、交通系ICカード全国相互利用サービスに対応する全国9種類のカードが利用できるようになった（PiTaPaは利用不可）。
高尾登山電鉄には自動改札は設置されていないため、自動券売機または窓口で乗車券を購入する。また自動券売機はチャージに対応していないため、別に設置されたチャージ機にて入金する。

### 障害者割引・バリアフリー対応
ケーブルカーは障害者・介護者への運賃割引もあり（リフトは適用外）、各自治体の発行する障害者手帳提示により運賃半額となる（障害者1名につき介護者1名まで半額）。
またバリアフリー対応として、ケーブルカー高尾山駅にはエレベーターが設置されており、車椅子利用の乗客に対しては係員が乗降の介助をしている。

## 利用状況
各駅の1日平均乗車人員は下記の通り。
| 年度               | 清滝駅 | 高尾山駅 | 山麓駅 | 山上駅 | 出典   |
| ------------------ | ------ | -------- | ------ | ------ | ------ |
| 1990年（平成2年）  | 1,668  | 1,592    | 805    | 707    | [ 31 ] |
| 1991年（平成3年）  | 1,489  | 1,429    | 762    | 669    | [ 32 ] |
| 1992年（平成4年）  | 1,553  | 1,504    | 816    | 710    | [ 33 ] |
| 1993年（平成5年）  | 1,395  | 1,345    | 699    | 605    | [ 34 ] |
| 1994年（平成6年）  | 1,370  | 1,321    | 679    | 567    | [ 35 ] |
| 1995年（平成7年）  | 1,314  | 1,260    | 674    | 584    | [ 36 ] |
| 1996年（平成8年）  | 1,315  | 1,288    | 674    | 584    | [ 37 ] |
| 1997年（平成9年）  | 1,205  | 1,203    | 595    | 518    | [ 38 ] |
| 1998年（平成10年） | 1,129  | 1,123    | 545    | 490    | [ 39 ] |
| 1999年（平成11年） | 1,156  | 1,148    | 544    | 505    | [ 40 ] |
| 2000年（平成12年） | 1,099  | 1,099    | 521    | 490    | [ 41 ] |
| 2001年（平成13年） | 1,186  | 1,181    | 622    | 545    | [ 42 ] |
| 2002年（平成14年） | 1,159  | 1,200    | 548    | 532    | [ 43 ] |
| 2003年（平成15年） | 1,197  | 1,238    | 620    | 615    | [ 44 ] |
| 2004年（平成16年） | 1,137  | 1,164    | 603    | 600    | [ 45 ] |
| 2005年（平成17年） | 1,126  | 1,151    | 586    | 581    | [ 46 ] |
| 2006年（平成18年） | 1,216  | 1,293    | 633    | 619    | [ 47 ] |
| 2007年（平成19年） | 1,224  | 1,148    | 760    | 754    | [ 48 ] |
| 2008年（平成20年） | 1,526  | 1,603    | 795    | 827    | [ 49 ] |
| 2009年（平成21年） | 1706   | 1879     | 895    | 956    | [ 50 ] |
| 2010年（平成22年） | 1736   | 1873     | 912    | 1002   | [ 51 ] |
| 2011年（平成23年） | 1642   | 1863     | 786    | 950    | [ 52 ] |
| 2012年（平成24年） | 1841   | 2021     | 876    | 1090   | [ 53 ] |
| 2013年（平成25年） | 1624   | 1816     | 915    | 1139   | [ 54 ] |

### 輸送・収支実績
| 年度               | 輸送人員（人） | 営業収入（円） | 営業費（円） | 営業益金（円） | その他損金（円） | 支払利子（円） |
| ------------------ | -------------- | -------------- | ------------ | -------------- | ---------------- | -------------- |
| 1927年（昭和2年）  | 350,979        | 79,349         | 53,208       | 26,141         |                  | 41,483         |
| 1928年（昭和3年）  | 348,861        | 75,828         | 53,965       | 21,863         | 災害復旧費2,392  | 39,792         |
| 1929年（昭和4年）  | 297,991        | 63,707         | 35,750       | 27,957         |                  | 41,389         |
| 1930年（昭和5年）  | 272,376        | 60,257         | 32,963       | 27,294         |                  | 47,013         |
| 1931年（昭和6年）  | 297,167        | 65,263         | 35,288       | 29,975         |                  | 35,370         |
| 1932年（昭和7年）  | 327,445        | 67,373         | 32,805       | 34,568         |                  | 34,184         |
| 1933年（昭和8年）  | 379,868        | 75,778         | 32,430       | 43,348         | 償却金11,700     | 34,213         |
| 1934年（昭和9年）  | 382,553        | 74,341         | 31,094       | 43,247         | 償却金9,200      | 33,902         |
| 1935年（昭和10年） | 405,909        | 80,351         | 32,629       | 47,722         | 償却金17,600     | 30,080         |
| 1936年（昭和11年） | 382,194        | 76,795         | 32,178       | 44,617         | 償却金15,382     | 29,191         |
| 1937年（昭和12年） | 390,080        | 78,952         | 34,145       | 44,807         | 雑損償却金16,482 | 28,325         |
| 1939年（昭和14年） | 510,653        |                |              |                |                  |                |
| 1941年（昭和16年） | 595,853        |                |              |                |                  |                |
| 1943年（昭和18年） | 315,621        |                |              |                |                  |                |

- 鉄道統計資料、鉄道統計、国有鉄道陸運統計各年度版

| 年度               | 旅客輸送人員（千人） | 鉄道業営業収入（千円） | 鉄道業営業費（千円） |
| ------------------ | -------------------- | ---------------------- | -------------------- |
| 1952年（昭和27年） | 434                  |                        |                      |
| 1958年（昭和33年） | 550                  |                        |                      |
| 1963年（昭和38年） | 860                  |                        |                      |
| 1966年（昭和41年） | 800                  |                        |                      |
| 1970年（昭和45年） | 1,178                |                        |                      |
| 1979年（昭和54年） | 1,010                | 282,482                | 259,652              |
| 1980年（昭和55年） |                      |                        |                      |
| 1981年（昭和56年） |                      |                        |                      |
| 1982年（昭和57年） | 988                  | 277,834                | 266,389              |
| 1983年（昭和58年） |                      |                        |                      |
| 1984年（昭和59年） | 1,024                | 330,098                | 287,861              |
| 1985年（昭和60年） | 963                  | 312,596                | 292,224              |
| 1986年（昭和61年） | 996                  | 325,000                | 302,964              |
| 1987年（昭和62年） | 974                  | 319,567                | 310,973              |
| 1988年（昭和63年） | 995                  | 344,587                | 318,432              |
| 1989年（平成元年） | 1,026                | 370,292                | 335,346              |
| 1990年（平成2年）  | 1,190                | 431,528                | 371,230              |
| 1991年（平成3年）  | 1,067                | 389,757                | 354,044              |
| 1992年（平成4年）  | 1,117                | 410,404                | 379,365              |
| 1993年（平成5年）  | 1,001                | 367,715                | 334,489              |
| 1994年（平成6年）  | 982                  | 362,153                | 345,543              |
| 1995年（平成7年）  | 942                  | 348,062                | 341,727              |
| 1996年（平成8年）  | 950                  | 368,825                | 341,246              |
| 1997年（平成9年）  | 878                  | 353,564                | 339,831              |
| 1998年（平成10年） | 823                  | 329,310                | 315,617              |
| 1999年（平成11年） | 843                  | 336,596                | 321,154              |
| 2000年（平成12年） | 802                  | 320,870                | 309,752              |
| 2001年（平成13年） | 864                  | 345,756                | 322,756              |
| 2002年（平成14年） | 861                  | 342,961                | 328,533              |
| 2003年（平成15年） | 892                  | 356,701                | 335,176              |
| 2004年（平成16年） | 840                  | 335,996                | 357,310              |

- 地方鉄道軌道統計年報、私鉄統計年報各年度版、民鉄主要統計『年鑑世界の鉄道』1983年『年鑑日本の鉄道』1985年、1987年-2007年